# Офланс
Офла́нс (фр. Auflance) — коммуна во Франции, находится в регионе Шампань — Арденны. Департамент коммуны — Арденны. Входит в состав кантона Кариньян. Округ коммуны — Седан.
Код INSEE коммуны — 08029.
Коммуна расположена приблизительно в 230 км к востоку от Парижа, в 100 км северо-восточнее Шалон-ан-Шампани, в 45 км к востоку от Шарлевиль-Мезьера.

## Население
Население коммуны на 2008 год составляло 89 человек.
| 1962 | 1968 | 1975 | 1982 | 1990 | 1999 | 2008 |
| ---- | ---- | ---- | ---- | ---- | ---- | ---- |
| 130  | 134  | 105  | 100  | 104  | 91   | 89   |

## Экономика
В 2007 году среди 63 человек в трудоспособном возрасте (15—64 лет) 46 были экономически активными, 17 — неактивными (показатель активности — 73,0 %, в 1999 году было 65,0 %). Из 46 активных работали 42 человека (29 мужчин и 13 женщин), безработных было 4 (1 мужчина и 3 женщины). Среди 17 неактивных 8 человек были учениками или студентами, 3 — пенсионерами, 6 были неактивными по другим причинам.

## Достопримечательности
- Руины замка XVII века. Исторический памятник с 1991 года[3]
- Часовня XVIII века

## Фотогалерея
- Руины замка
- Руины замка
- Карта коммуны